# Serafina Núñez
Serafina Núñez, cuyo nombre completo es Mercedes Serafina Núñez de Villavicencio y Ortiz nació en La Habana, Cuba, el 14 de agosto de 1913-La Habana el 14 de junio de 2006. 
Se graduó de maestra normalista en La Habana en 1936 y posteriormente inició estudios de Pedagogía en la Universidad de La Habana en 1949, finalizando hasta el tercer curso cuando comenzó a trabajar como docente de enseñanza primaria. Labor que realizaría hasta 1969.
Su comienzo de modo profesional en el mundo de la literatura vino de la mano del poeta español Juan Ramón Jiménez, quien la incluyó en La poesía cubana en 1936 y mantendría con ella una sincera amistad durante toda su vida, hasta el punto de sufragar los gastos de su primer libro Mar Cautiva (1937), y prologaría Vigilia y secreto (1942). 
Durante su vida literaria recibiría el elogio de la crítica y la admiración y amistad de personalidades como Alfonso Reyes, Gabriela Mistral, y el ya mencionado Juan Ramón Jiménez. 
Pasaría más de 30 años sin publicar hasta que en 1992 vio la luz el libro Los reinos sucesivos, edición homenaje a la autora. A partir de ese momento se sucederían distintas publicaciones, entre las que destacan las antologías En las serenas márgenes (1999), edición financiada por la Unesco, y Tierra de secreta transparencia, edición del poeta andaluz Diego Ropero Regidor y selección del poeta cubano Jorge Enrique González Pacheco, radicado en Estados Unidos, por la Editorial Torremozas y la Fundación Juan Ramón Jiménez (2004). Lo peculiar de Tierra de secreta transparencia es que fue creado entre España (Moguer y Madrid), Estados Unidos (Miami) y Cuba (La Habana). Más tarde, en el año 2006, el Frente de Afirmación Hispanista publicó en México una edición facsimilar de su primer volumen, Mar cautiva, con prólogo del investigador y poeta cubano radicado en México, Roberto Carlos Hernández Ferro, quien hace llegar a manos de Serafina el primer libro salido de imprenta, pocos días antes del deceso de la escritora.
En el 2001 visitó Miami como invitada de la Feria Internacional del Libro de esta ciudad estadounidense, y entre los presentes en el homenaje estuvieron el escritor peruano Mario Vargas Llosa, Premio Nobel de Literatura 2010 y el escritor de origen indio y residente en el Reino Unido, Vidiadhar Surajprasad Naipaul, Premio Nobel de Literatura, 2001. 
La obra poética de Serafina Núñez constituye una de las más poderosas y representativas de la lírica cubana de todos los tiempos.
La poeta falleció en La Habana el 14 de junio de 2006 (1) a la edad de 92 años.